# يوجين في. كلارك
يوجين في. كلارك (بالإنجليزية: Eugene V. Clark)‏ هو أسقف ‏ أمريكي، ولد في 26 يناير 1926، وتوفي في 11 أبريل 2012.